# Velká Polom
Velká Polom là một làng thuộc huyện Ostrava-město, vùng Moravskoslezský, Cộng hòa Séc.